# 列奧尼夫卡 (伊萬基夫區)
50°48′35″N 29°54′55″E / 50.80972°N 29.91528°E
萊奧尼夫卡（烏克蘭語：Леонівка）是位於烏克蘭北部的村莊，由基辅州维什霍罗德区的伊萬基夫市鎮負責管轄。該村面積2平方公里，海拔高度134米，2001年人口174，人口密度每平方公里87人。